# L'Amour de l'art
L'Amour de l'art est une comédie en un acte d'Eugène Labiche. Bien qu'elle ait été publiée en 1877 aux éditions Paul Ollendorff, on ne connaît pas sa date de composition. On ne sait pas non plus si elle a été représentée.

## Distribution
- La Comtesse
- Mariette, femme de chambre
- Antoine, domestique